# Sardagarh
Sardargarh fou una tikhana o jagir de l'antic principat de Mewar, format per 26 pobles i una vila, Sardargarh, a la riba dreta del riu Chandrabhaga (afluent del Banas) a un 80 km al nord-nord-est d'Udaipur, que tenia el 1901 una població de 1.865 habitants.
El territori va ser governat per un thakur o noble amb títol només de thakur i pertanyent al subclan dudhiya del clan sisòdia dels rajputs, descendent de Dhawal, que va anar a Mewar des de Gujarat al final del segle XIV. Aquest territori es deia Lawa, però el nom fou canviat per Sardargarh el 1738. El thakur tenia el privilegi hereditari de guardar la persona del maharana en temps de guerra. El thakur Karan Singh va morir en la batalla de Khanua el 17 de març de 1527, el seu successor Bhan Singh al tercer setge de Chitor el 1567, i el successor d'aquest, Bhim Singh, a la batalla de Haldighati el 18 de juny de 1576.

## Llista de thakurs
- Dhawal Singh, fill de Rao Siha, vers 1400
- Sab Singh
- Nahar Singh
- Kishan Singh vers 1500
- Karan Singh mort 1527
- Bhan Singh, mort 1534
- Sanda Singh, mort 1567
- Bhim Singh, mort 1576
- Gopal Das
- Jai Singh
- Nawal Singh
- Indrabhan Singh
- Sardar Singh
- Samant Singh
- Ror Singh
- Zorawar Singh ?-1859
- Manohar Singh 1859-1903
- Sohan Singh 1903-?
- Lakshman Singh ?-1948